# USS Bates (DE-68)
L'USS Bates (DE-68/APD-47) est un destroyer d'escorte de classe Buckley en service dans la Marine des États-Unis pendant la Seconde Guerre mondiale. Il fut nommé en l'honneur de l'enseigne Edward M. Bates, marin tué à bord de l'USS Arizona au cours de l'attaque sur Pearl Harbor.
Il est lancé le 6 juin 1943 au chantier naval Bethlehem Hingham Shipyard (en) de Hingham, dans le Massachusetts. Parrainé par Mme Elizabeth Mason Bates, mère de l'enseigne Bates, le destroyer est mis en service le 12 septembre 1943 sous le commandement du lieutenant commander E. H. Maher.

## Historique
Après une série d’exercices en mer, il rejoint l'Atlantic Fleet où il escorte des convois dans l’Atlantique jusqu'au 31 mai 1944, date à laquelle il arrive à Plymouth en vue de participer à l’opération Neptune. Intégré au sein de la Task Force 129 et travaillant au profit de la force navale "U" à destination d’Utah Beach, il escorte les bâtiments de guerre et les transports de troupes vers la plage dans la nuit du 5 au 6 juin 1944. A l’aube du Jour J, il participe au bombardement des positions allemandes dans le secteur. Le 8 juin, il vient en aide aux 163 survivants du destroyer Meredith qui a sauté sur une mine sous-marine et les embarque à son bord.
Le Bates rentre aux États-Unis le 21 juin, escorte un nouveau convoi à travers l’Atlantique, puis est transformé à Brooklyn (New York) afin de devenir un bâtiment de transport rapide de classe Charles Lawrence. Le 31 juillet, l'immatriculation APD-47 lui est affecté.
À nouveau opérationnel le 23 octobre 1944, il est transféré le 28 dans l’océan Pacifique. Entre décembre 1944 et février 1945, il opère avec différents Underwater Demolition Team dans la zone d'Hawaï et à l'ouest des îles Carolines. Le 10 février, il appareille d'Ulithi afin de participer à la bataille d’Iwo Jima, opérant dans la zone jusqu'au 4 mars. Participant à la bataille d'Okinawa à compter du 25 mars, il opère notamment avec l'UDT, mène des patrouilles ASM au large de l'archipel, et escorte deux convois entre Ulithi et Okinawa. Le 6 avril, il sauve 23 survivants du destroyer Morris, touché par un kamikaze japonais. Lors d'une patrouille à deux miles au sud de Ie-jima, le Bates est à son tour la cible de kamikazes, étant touché par trois avions japonais le 25 mai 1945 à 11 h 15. Trente minutes plus tard, l'ordre d'abandon est donné par le commandant Henry Augustus Wilmerding, Jr. ; 21 membres d’équipage sont tués ou portés disparus lors de l’attaque. Au cours de l'après-midi, il est remorqué par l'USS Cree, mais le navire en flamme finit par chavirer à 19 h 23, coulant par 20 brasses d'eau.

## Décorations
Le Bates a reçu trois Battle star pour son service dans la Seconde Guerre mondiale.